# Elsterfälkchen
Das Elsterfälkchen (Microhierax melanoleucus) ist ein Vogel aus der Familie der Falkenartigen (Falconidae).

Verbreitungsgebiet des Elsterfälkchens (Microhierax melanoleucus) nach IUCN-Daten

Der Vogel kommt in Südostasien in Bangladesch, Bhutan, China, Hongkong, Laos, Nordostindien (Assam, Nagaland und Manipur) und Vietnam vor.
Das Verbreitungsgebiet umfasst immergrüne Laubwälder und bewaldete Lebensräume, gerne Waldränder, Lichtungen, auch offene Flächen in der Nähe von Flüssen bis 1.500 m Höhe.

## Beschreibung
Das Elsterfälkchen ist 15–20 cm groß, wiegt zwischen 55 und 75 g, die Flügelspannweite beträgt 33–37 cm. Die spitz endenden Flügel haben eine Länge von 11 bis 12 cm, der rechteckige, schwarze, mit vier schmalen weißen Binden versehene Schwanz ist etwa 7 cm lang. Die Geschlechter unterscheiden sich nicht in ihrer Färbung, das Weibchen ist aber größer und schwerer. Von allen Eigentlichen Zwergfalken (Microhierax) ist dieser der größte und langschwänzigste. Er ähnelt dem Rotkehlfälkchen, ist schwarz-weiß gefiedert ohne Weiß am Nacken mit Schwarz auf der Oberseite bis zu den Flanken und reinweißer Unterseite. Mitunter ist etwas Schwarz auf der Brust zu sehen. Das Kopfmuster mit weißen, quer verlaufenden Stirnstreifen, schwarzer Maske und Scheitel ist charakteristisch. Die Iris ist braun, die Wachshaut schieferfarben. Die Beine sind dunkelbraun bis schwarz.

## Stimme
Der Ruf des Männchens wird als schriller Schrei oder Pfiff, auch als ratternder Ruf.

## Lebensweise
Die Nahrung besteht aus größeren Insekten, insbesondere Schmetterlinge, Grashüpfer, Libellen, auch aus kleineren Vögeln oder Eidechsen.
Von festen Ansitzen aus geht er auf Jagd, kleinere Insekten werden im Fluge verzehrt, ansonsten auf dem Ansitz zerlegt. Kann falkentypisch sehr schnell fliegen, greift auch Vögel größer als er selbst.
Die Brutzeit liegt zwischen März und Mai. Genistet wird in verlassenen, von Spechten oder Bartvögeln angelegten, sehr hoch und unerreichbar gelegenen Baumhöhlen. Das Gelege besteht aus 3 bis 4 Eiern. Die Jungvögel fliegen Mitte Mai aus.

## Gefährdungssituation
Der Bestand gilt als nicht gefährdet (Least Concern).